# Thallarcha pellax
Thallarcha pellax är en fjärilsart som beskrevs av Turner 1940. Thallarcha pellax ingår i släktet Thallarcha och familjen björnspinnare. Inga underarter finns listade i Catalogue of Life.

## Bildgalleri

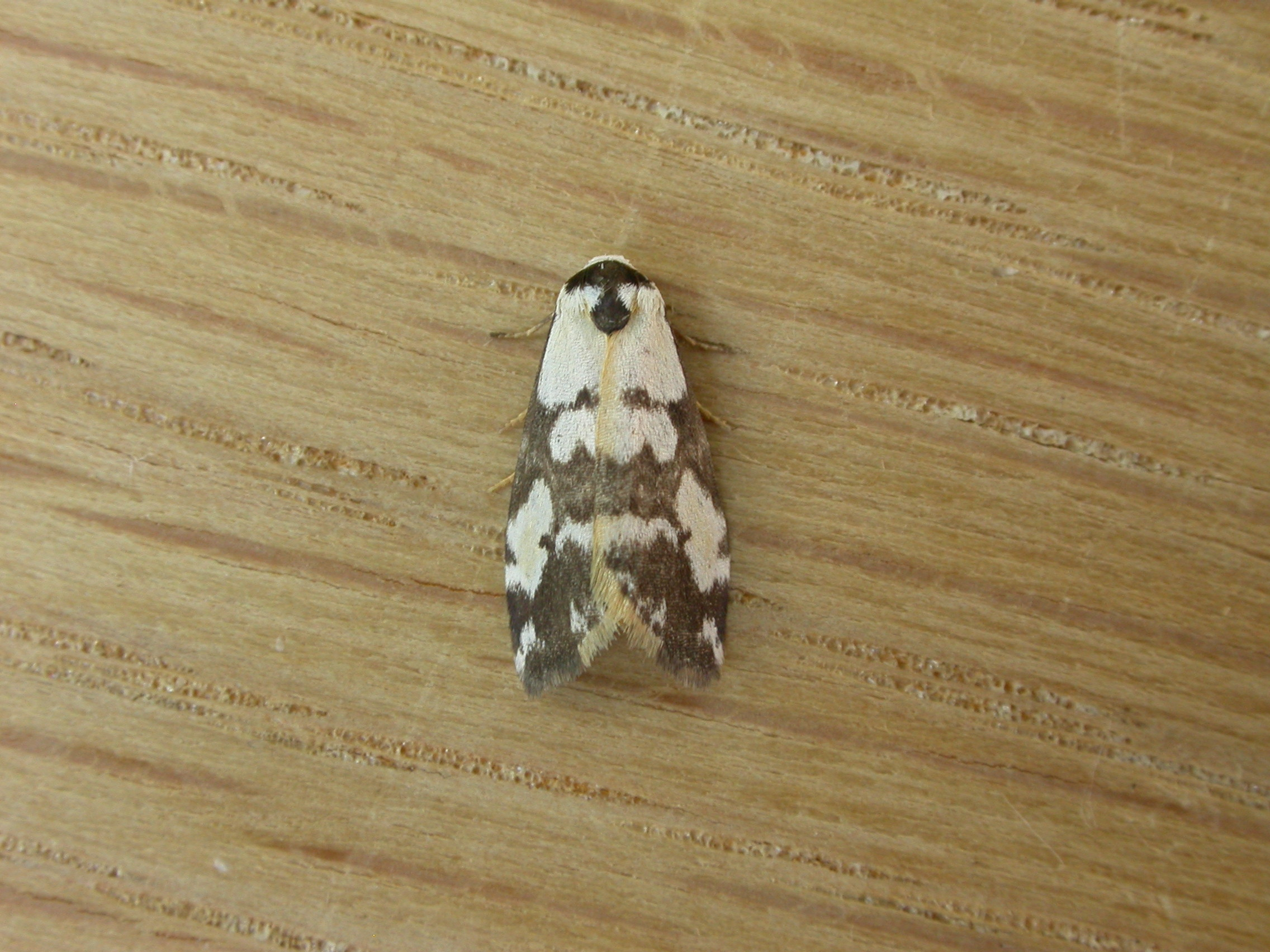